# Odrobina nieba
Odrobina nieba (ang. A Little Bit of Heaven) – amerykański komediodramat z 2011 roku w reżyserii Nicole Kassell. W rolach głównych występują Kate Hudson i Gael García Bernal.

## Opis fabuły
Marley Corbett to młoda, piękna i przebojowa singielka. Singielką jest dlatego, że trochę boi się miłości i ma problem z zaangażowaniem się w poważny związek. Wrodzone poczucie humoru pomaga jej utrzymywać dystans i nie traktować rzeczywistości zbyt poważnie. To istotne, bo czuje presję otaczających ją osób, by wreszcie związała się z kimś na stałe. Zwłaszcza ze strony rodziców. Apodyktyczna matka i rozwiedziony, wiecznie nieobecny ojciec starają się ją wspierać, ale ich wady sprawiają, że niełatwo jest z nimi wytrzymać.
Marley właśnie dostała awans w agencji reklamowej, co jest powodem do świętowania z najbliższą przyjaciółką, Sarah. Obie mają zwariowane poczucie humoru i uwielbiają imprezy. Sarah to jedyna osoba z jej otoczenia, która nadaje na tych samych falach i pomaga jej zachować zdrowy rozsądek w trudnych chwilach. Zupełnie niespodziewanie życie Marley zmienia jedna wizyta u lekarza.
Marley dowiaduje się, że ma raka. Wewnętrzna siła pozwala jej zmierzyć się z diagnozą. W tych trudnych chwilach największym wsparciem okazuje się dla niej doktor Julian Goldstein, towarzyszący i pomagający jej w walce z chorobą. Nieoczekiwanie dla samej siebie zakochuje się w lekarzu i oboje odkrywają uczucia, jakich dotąd nie doświadczyli. Marley przekonuje się, że sens życia odnalazła, dopiero gdy zdiagnozowana choroba uświadomiła jej, jak jest ono ulotne.

## Obsada
- Kate Hudson jako Marley Corbett
- Gael García Bernal jako Julian Goldstein
- Kathy Bates jako Beverly Corbett
- Rosemarie DeWitt jako Renee Blair
- Whoopi Goldberg jako Bóg
- Peter Dinklage jako Vinnie
- Romany Malco jako Peter Cooper